# 無党団結連盟
無党団結連盟（むとうだんけつれんめい、繁体字：無黨團結聯盟）は2004年6月15日に成立した中華民国のミニ政党。結党時は立法委員である瓦歴斯・貝林（ワリス・ペリン）、呂新民、林炳坤、顔清標、何金松、陳進丁、邱創良、蔡豪、鄭余鎮、高金素梅の10名により、全国民主非政党聯盟、民主聯盟、無黨党籍聯盟等の無所属立法委員の受け皿として組織された。中華民国で106番目に承認された政党である。2004年9月に立法院党団が成立すると、民進党立法委員の朱星羽が無党団結聯盟に合流した。無党団結聯盟は政党不偏の立法委員として、社会的弱者の権益に配慮し、温和かつ理性的な政治を目指し中道派としての政策運営を主張している。結党時の党主席は張博雅、現在の党主席は林炳坤、秘書長は前立法委員の陳傑儒である。
第八回中華民国立法委員選挙では、2議席獲得した。当選者は高金素梅（山地原住民選挙区）と顏清標（台中市第二選挙区）。
2012年、顏清標が台中県議会議長時代の汚職事件で議席を失った。
第九回中華民国立法委員選挙では、1議席獲得した。当選者は高金素梅（山地原住民選挙区）。